# Bermuda op de Olympische Zomerspelen 1952
Bermuda nam deel aan de  Olympische Zomerspelen 1952 in Helsinki, Finland. Ook de derde olympische deelname bleef zonder medailles. Het zou tot 1976 duren voordat de eerste medaille werd behaald.

## Resultaten per onderdeel

### Atletiek
| Olympiër                 | Discipline      | Resultaat | Prestatie                                                |
| ------------------------ | --------------- | --------- | -------------------------------------------------------- |
| Phyllis Lightbourn-Jones | 100m (v)        | 52e       | serie 10: 5e in 13,3                                     |
| Thelma Jones             | 100m (v)        | 41e       | serie 8: 4e in 12,5                                      |
| Phyllis Lightbourn-Jones | verspringen (v) | 33e       | kwalificatie groep A: 17e met 4,92m                      |
| Thelma Jones             | verspringen (v) | 22e       | kwalificatie groep A: 4e met 5,55m finale: 22e met 5,33m |

### Schoonspringen
| Olympiër        | Discipline   | Resultaat | Prestatie                       |
| --------------- | ------------ | --------- | ------------------------------- |
| Francis Gosling | 3m plank (m) | 25e       | voorronde: 25e met 59,57 punten |

### Zwemmen
| Olympiër        | Discipline           | Resultaat | Prestatie               |
| --------------- | -------------------- | --------- | ----------------------- |
| Walter Bardgett | 100m vrije slag (m)  | 56e       | serie 3: 7e in 1.04,4   |
| Robert Cook     | 100m vrije slag (m)  | 54e       | serie 2: 6e met 1.04,1  |
| Walter Bardgett | 400m vrije slag (m)  | 46e       | serie 2: 5e in 5.18,0   |
| Robert Cook     | 400m vrije slag (m)  | 44e       | serie 5: 7e met 5.15,4  |
| Walter Bardgett | 1500m vrije slag (m) | 35e       | serie 3: 5e in 21.42,4  |
| Robert Cook     | 1500m vrije slag (m) | 31e       | serie 6: 6e met 20.59,6 |

Argentinië · Australië · Bahama's · België · Bermuda · Birma · Brazilië · Brits-Guiana · Bulgarije · Canada · Ceylon · Chili · China · Cuba · Denemarken · Duitsland · Egypte · Filipijnen · Finland · Frankrijk · Goudkust · Griekenland · Groot-Brittannië · Guatemala · Hongarije · Hongkong · Ierland · IJsland · India · Indonesië · Iran · Israël · Italië · Jamaica · Japan · Joegoslavië · Libanon · Liechtenstein · Luxemburg · Mexico · Monaco · Nederland · Nederlandse Antillen · Nieuw-Zeeland · Nigeria · Noorwegen · Oostenrijk · Pakistan · Panama · Polen · Portugal · Puerto Rico · Roemenië · Saarland · Singapore ·  Sovjet-Unie · Spanje · Thailand · Trinidad en Tobago · Tsjecho-Slowakije · Turkije · Uruguay · Venezuela · Verenigde Staten · Vietnam · Zuid-Afrika · Zuid-Korea · Zweden · Zwitserland